# Bernd Poulheim
Bernd Poulheim (* 30. Mai 1932 in Köln; † 17. August 1995) war ein deutscher Politiker und ehemaliger Landtagsabgeordneter (SPD).

## Leben
Nach dem Besuch der Volksschule und der Realschule absolvierte er eine kaufmännische Ausbildung als Industriekaufmann und war in diesem Beruf beschäftigt. Von 1973 bis 1984 war er Mitglied des Betriebsrates, zeitweise Vorsitzender, bei den Rheinischen Braunkohlenwerken AG.
Der SPD gehörte Poulheim seit 1961 an. Er war in verschiedenen Parteigremien vertreten. Er war Mitglied der IG Bergbau und Energie. 
Vom 29. Mai 1980 bis 31. Mai 1995 war Poulheim Mitglied des Landtags des Landes Nordrhein-Westfalen. Er wurde jeweils im Wahlkreis 009 Erftkreis I direkt gewählt.
Dem Gemeinderat der Gemeinde Oberaußem gehörte er von 1965 bis 1975 an, dem Stadtrat der Stadt Bergheim von 1975 bis 1994 und war hier auch von 1980 bis 1985 Bürgermeister. Von 1975 bis 1990 und war Poulheim Mitglied im Kreistag des Erftkreises.